# Rio Paraíba (vattendrag i Brasilien, lat -9,62, long -35,95)
Rio Paraíba är ett vattendrag i Brasilien. Det ligger i den östra delen av landet, 1 500 km nordost om huvudstaden Brasília.
Omgivningarna runt Rio Paraíba är en mosaik av jordbruksmark och naturlig växtlighet. Runt Rio Paraíba är det ganska tätbefolkat, med 129 invånare per kvadratkilometer.